# Karl-Heinz Becker (Veranstalter)

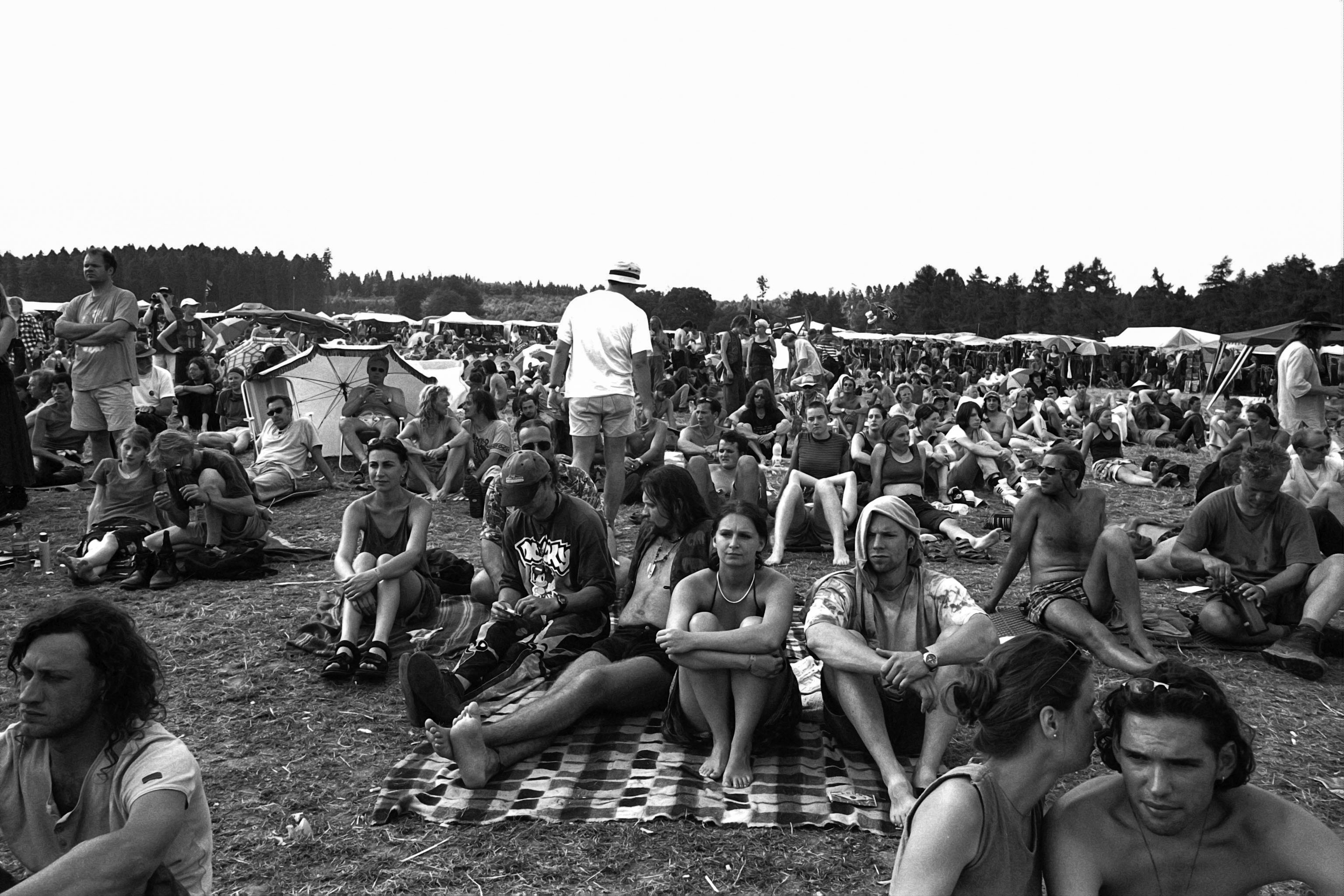
Burg-Herzberg-Festival: Publikum auf der Wiese vor der Hauptbühne (2001)

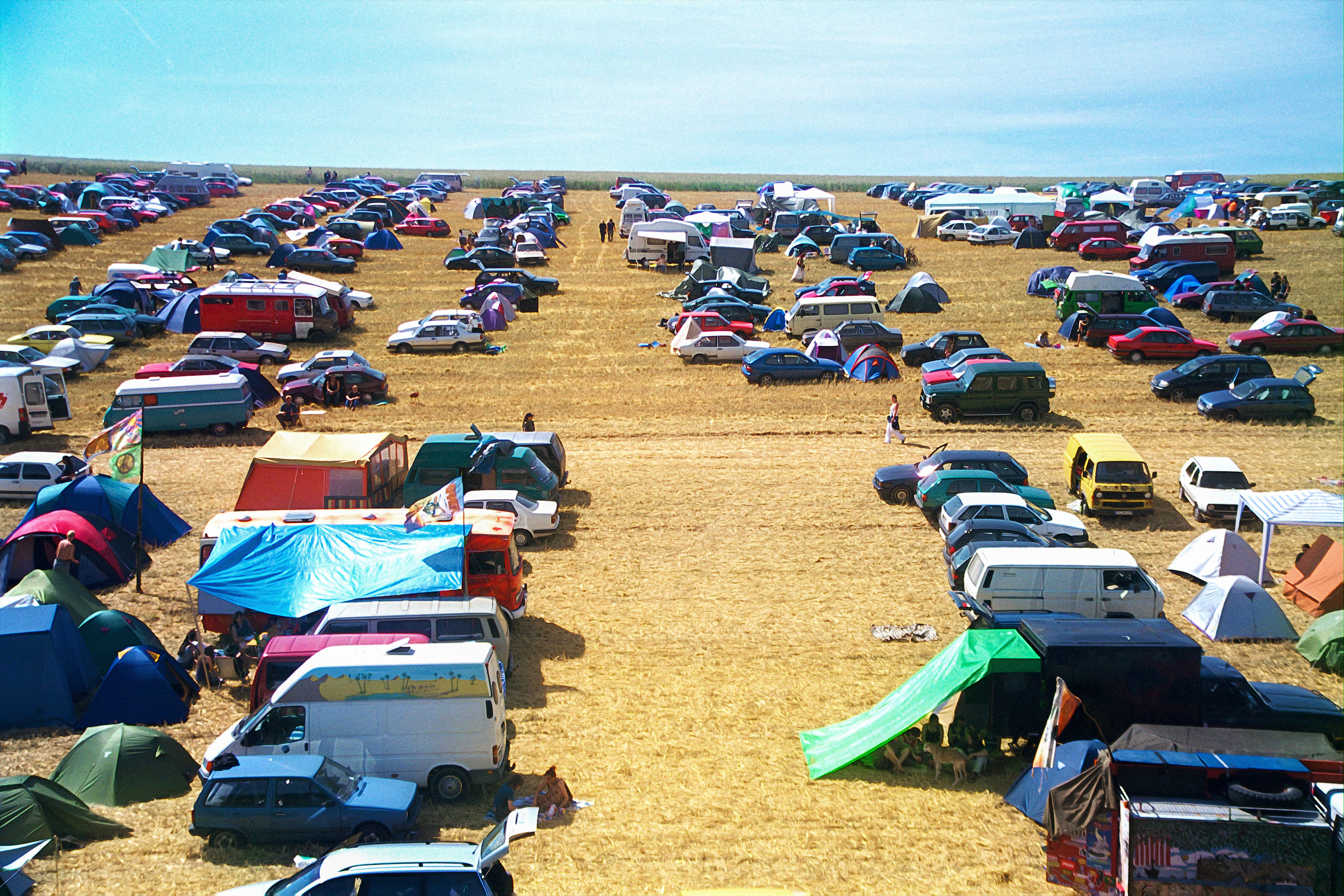
Burg-Herzberg-Festival: Campingplatz (2001)

Karl-Heinz Becker (geboren 1953 oder 1954 in oder um Fulda; gestorben im April 2014), Spitzname: Kalle Becker, war ein deutscher Alternativszene-Aktivist, Plattenladen-Betreiber und Musikfestival-Organisator. Bekannt geworden ist er vor allem als Organisator des Burg-Herzberg-Festivals, das Becker 1991 wiederbelebte und bis 2002 in jährlichem Turnus durchführte.

## Leben
Becker wurde in Fulda oder der Umgebung von Fulda geboren. Vor seiner Zeit als Festival-Impressario studierte er in Berlin Soziologie. Eigenen Angaben zufolge lernte er dort Horst Mahler kennen und knüpfte Kontakte in die Hausbesetzerszene. Becker war selbst an Hausbesetzungen beteiligt und machte sich während dieser Zeit alternative Lebenskonzepte stark zu eigen. Eine eher negative Erfahrung während seiner Berliner Zeit war es eigenen Angaben zufolge, dass sein Doktorvater Beckers Insiderkenntnisse der alternativen Szene später als eigene Forschungsarbeit herausgegeben habe.
1981 kehrte Becker in die Rhön zurück. Nach einer Buchhändlerlehre in Israel eröffnete er Mitte der 1980er-Jahre in Fulda den Plattenladen „Marleen“. Seine – Anfang der 1990er in die Tat umgesetzte – Idee, das 1868 erstausgerichtete und bis 1971 zuletzt stattgefundene Burg-Herzberg-Festival wiederzubeleben, charakterisierte er als „ganz normal durchgeknallt“. In Zeiten seelenloser Publikumsabzocke und öder Massenangebote, so Becker, war eine Alternative vonnöten.

## Burg-Herzberg-Festival 1991 bis 2002
Das 1991 mit neuem Konzept wiederbelebte Burg-Herzberg-Festival im osthessischen Breitenbach sollte diesen Ansprüchen Rechnung tragen. Organisatoren waren Becker sowie eine Crew, die sich teils aus dem Plattenladen „Marleen“, teils aus der Fuldaer Alternativkneipe „Gasthaus zum Eck“ rekrutierte. Das Motto der Neuauflage lautete: „Der Besucher in seiner unermeßlichen Schönheit soll hier im Mittelpunkt stehen.“ Auch vom musikalischen Profil her stellte die Fortführung des Festivals einen Bruch mit der Vergangenheit dar. Während das von der Beatband The Petards ausgerichtete „Ur-Burg-Herzberg-Festival“ Beat- und Rockmusik aus Deutschland sowie die neu reüssierende Richtung Krautrock in den Mittelpunkt stellte, erweiterten die Neuveranstalter das Programmspektrum um internationale Größen wie zum Beispiel Kevin Coyne, Louisiana Red, Wolf Maahn, Humble Pie, Chicken Shack, John Mayall, Caravan und Eric Burdon.
Ab Mitte der 1990er begann das von Becker ausgerichtete Hippie-Festival zum auch kommerziell erfolgreichen Selbstläufer zu werden. In einem Artikel in der German Rock News im Jahr 2000 wurde Becker als „letzter lebender Anarchist“ bezeichnet. Obwohl sich Becker auch als Musikvermarkter betätigte und mithilfe seines Labels Think Progressive Live-Aufnahmen vom Festival vermarktete, wurden die Probleme um das Jahr 2000 immer massiver. Becker überwarf sich – so der Autor und Verfasser eines Buchs über das Festival, Frank Schäfer – mit Mitveranstaltern sowie Geschäftspartnern. 2000 kündigte Kalle Becker das Ende des Festivals in seiner bisherigen Form an. Im Folgejahr fand es zum letzten Mal unter Beckers Ägide statt – ungeachtet der Tatsache, dass Becker im selben Jahr ein Parallelfestival im nordhessischen Kloster Cornberg veranstaltete. Teilnehmende Gruppen dort: Amon Düül II, Epitaph und Kraan.
Das letzte Burg-Herzberg-Festival unter Beckers Regie fand 2002 statt. 2004 erfolgte die Weiterführung unter der Ägide eines neuen Veranstalterkreises. Becker selbst hatte im selben Jahr eine Art Parallelfestival im thüringischen Ort Eckhardtshausen organisiert. Von 2004 bis zu seinem Tod 2014 wurden in den Medien keine größeren Aktivitäten Beckers berichtet. Die Lokalzeitung Osthessen-News brachte im April 2014 unter dem Titel „Geliebt und umstritten: Kalle Becker (60), "Vater" des Burg Herzberg Festivals, tot“ eine Todesmeldung.
Die Verdienste des osthessischen Festival-Impressarios werden im Nachhinein unterschiedlich bewertet. Während die nachfolgende Veranstaltergruppe Beckers Form der Festivalorganisation eher kritisch sieht, halten ihn andere – wie der Verfasser eines auf der Festival-Webseite stehenden in memoriam-Nachrufs – als Veranstalter in Erinnerung, welcher den Hippie-Spirit auch durch die eigene Lebenspraxis verkörpert habe.